# 月夜のフロマージュ
『月夜のフロマージュ』（つきよのフロマージュ）は、てぃんくるによる日本の漫画作品。『月刊コンプエース』（角川書店）にて2008年5月号から連載。
2010年1月25日にてぃんくるのメンバーであるベルが入院することから休載が公表された。ベルはその後てぃんくるを脱退しており連載再開の目途はたっていない。休載についてベルは「とても残念」と脱退後の2016年にTwitterで述べている。

## ストーリー
夢から目を覚ますと、見知らぬ世界で少女の姿になってしまったミゥ。ミゥの夢を食べ、自分の世界に引きずり込んだ白バクの少女めありと協力しながら、元の世界に戻る方法を探すことになる。

## 登場人物
声はドラマCD版の声優
柊 自由（ひいらぎ みう）
声 - 三宅華也
主人公。ゲームが大好きな普通の少年だったが、夢を見ていた時にめありに夢を食べられ、その際に夢の中に登場したさくらと自分の存在が混じって、女の子の体になってめありの住む世界に来た。フィユに淡い恋心を抱いている。作中では「ミゥ」表記。
めあり
声 - 堀江由衣
人間の幸せな夢を食べる白バクという種族の少女。ミゥを自分の世界に引きずり込んだ本人であり、ミゥに対し、罪悪感を持っていた。半年前に、母親が行方不明になってしまった。そのため、フィユ以外の人間に対して距離を置くようになってしまった。
フィユ
声 - 葉月絵理乃
めありの親友。めありに対してもミゥに対しても敬語で話す。めありとは付き合いが長く、めありの母が行方不明になってめありが周囲の人間から距離を置くようになっても変わらず仲良くしている。
夜璃・セレーネ（るり・セレーネ）
声 - 釘宮理恵
黒バクの少女。大きな鎌を持っている。「〜なのっ」と話す。白バクのめありを敵視しており、ミゥの夢の中に入ってめありを狩りに来た。その際、めありとミゥは逃げ切り、夜璃はめありを狩ることに失敗した。第七夜でもめありを狩ろうとしたが熱を出していたため倒れてしまう。そんな夜璃を看病したミゥを慕い、めありに手を出さないという条件で一緒に暮らすようになる。
学園長
めありの通う学校の学園長。本名は不明。常に扇子を持っている。
めありの母親
本名不明。半年前から行方不明。めありとは仲がよかった。
さくら
ミゥの好きなゲームのヒロインキャラクターの少女。ミゥは彼女の夢を見ていた際にめありに夢を食べられたため、彼女の姿になってしまった。

## 世界観
- めありの世界の服はゴスロリテイストである。
- ミゥの世界での授業よりは簡単である。

## 単行本
1. 2009年2月26日初版 ISBN 978-4-04-715195-6
2. 2009年12月26日初版 ISBN 978-4-04-715354-7

## ドラマCD
2009年12月23日、フロンティアワークスより発売。FCCC-0169